# Gedrechselte Kegelschnecke
Die Gedrechselte Kegelschnecke (Conus radiatus) ist eine Schnecke aus der Familie der Kegelschnecken (Gattung Conus), die im Indopazifik verbreitet ist. Sie gehört zur Untergattung Phasmoconus, einer Gruppe fischfressender Kegelschnecken, und hat ein auf Wirbeltiere stark wirkendes Gift, Contryphan.

## Merkmale
Conus radiatus trägt ein kleines bis großes, mäßig festes bis festes Schneckenhaus, das bei ausgewachsenen Schnecken 3 bis 11 cm Länge erreicht. Der Körperumgang ist schmal kegelartig zylindrisch, kegelartig zylindrisch oder bauchig kegelförmig, der Umriss im Drittel am Apex konvex und im Übrigen fast gerade. Die Schulter ist fast gewinkelt oder gerundet. Das Gewinde ist niedrig, sein Umriss konkav bis gerade. Der Protoconch ist vielgewindig und hat einen maximalen Durchmessern von etwa 0,7 mm. Die Nahtrampen des Teleoconchs sind flach bis leicht konkav mit einer deutlichen Rippe unter der Naht und 1 auf 6 bis 8 zunehmenden spiraligen Rillen, auf der letzten Nahtrampe mit zusätzlichen spiraligen Streifen. Der Körperumgang hat im Drittel bis der Hälfte an der Basis in wechselnden Abständen spiralig verlaufende und axial gestreifte, breite Rillen, neben denen zum Apex hin breite Bänder und Rippen, zur Basis hin schmalere Bänder und Rippen verlaufen.
Der Körperumgang ist beige bis dunkelbraun, manchmal mit blassviolett schattiert, oft mit einer schmalen, weißen oder grauen spiraligen Bande an der Schulter, seltener mit unregelmäßig angeordneten weißen bis bläulich-weißen axialen Streifen. Der Protoconch ist beige, die Nahtrampen der Umgänge des Teleoconchs weiß oder grau bis dunkelbraun, gelegentlich mit violett schattiert, oft zweifarbig oder gefleckt dunkel und hell. Die Farbe des Gewindes kann mit der Farbe des Körperumgangs kontrastieren. Das Innere der Gehäusemündung ist weiß, manchmal eingefärbt mit braun oder violett.
Das dünne, undurchsichtige, glatte Periostracum ist dunkelbraun.
Die Oberseite des Fußes ist weiß bis beige mit dunkelgelben und braunen Flecken mit Ausnahme der Mitte des Vorderabschnitts, mit einer schwarz gepunkteten Linie vor dem Rand, die an den vorderen Ecken endet, und einem dunkelgelben Fleck unterhalb des Operculums. Die Fußsohle vereint weiß und dunkelgelb. Das Rostrum ist kremfarben, mit Ausnahme der Spitze mit dunkelbraunen Punkten. Die Fühler sind weiß mit einer dunkelgelben Spitze. Der Sipho ist ventral einfarbig weiß und geht dorsolateral ins Dunkelgelbe mit schwarzen Querflecken über.

## Verbreitung und Lebensraum
Conus radiatus tritt im westlichen Pazifischen Ozean von Taiwan bis zu den Philippinen, Papua-Neuguinea, Salomonen und Fidschi auf. Er lebt in Meerestiefen von 10 bis 30 m auf Schlamm und schlammigem Sand.

## Nahrung
Conus radiatus wird als Fische jagende Schnecke genannt, wenn auch bisher keine Beschreibungen des Beutefangs und des Fressens veröffentlicht sind. Das in der Giftmischung enthaltene, aus der Giftdrüse stammende Contryphan wirkt sowohl auf Fische als auch auf Säugetiere hoch giftig und löst bei Mäusen das „Syndrom eines steifen Schwanzes“ aus. Aus der Form des Giftzahns kann geschlossen werden, dass die Schnecke nicht harpuniert, sondern nur zusticht. So ist dies bei Conus flavus dokumentiert, der dem tödlich getroffenen, sehr schnell sterbenden Fisch folgt und ihn frisst. Auch für andere Arten der Untergattung Phasmoconus, auch für Conus radiatus, wird ein solches Fressverhalten vermutet.